# Anomala medorensis
Anomala medorensis är en skalbaggsart som beskrevs av Thomas Casey 1915. Anomala medorensis ingår i släktet Anomala och familjen Rutelidae. Inga underarter finns listade i Catalogue of Life.